# Centerville (contea di Gallia, Ohio)
Centerville è un villaggio degli Stati Uniti d'America, situato nello stato dell'Ohio, nella contea di Gallia.